# Andreas Artsruni
Andreas (Andrei) Eremeevich Arzruni (en arménien : Անդրեաս (Անդրեյ) Երեմիայի Արծրունի - né en 1847 à Moscou ; mort en septembre 1898 à Hohenhonof, Allemagne) est un minéralogiste et géologue arméno-russe,. Il est le frère de Grigor Artsruni (en).

## Œuvres
- (de) Beziehungen zwischen physikalischen Eigenschaften und chemischer Zusammensetzung der Korper, vol. 3, Braunschweig, Vieweg und Sohn, 1898 (lire en ligne)

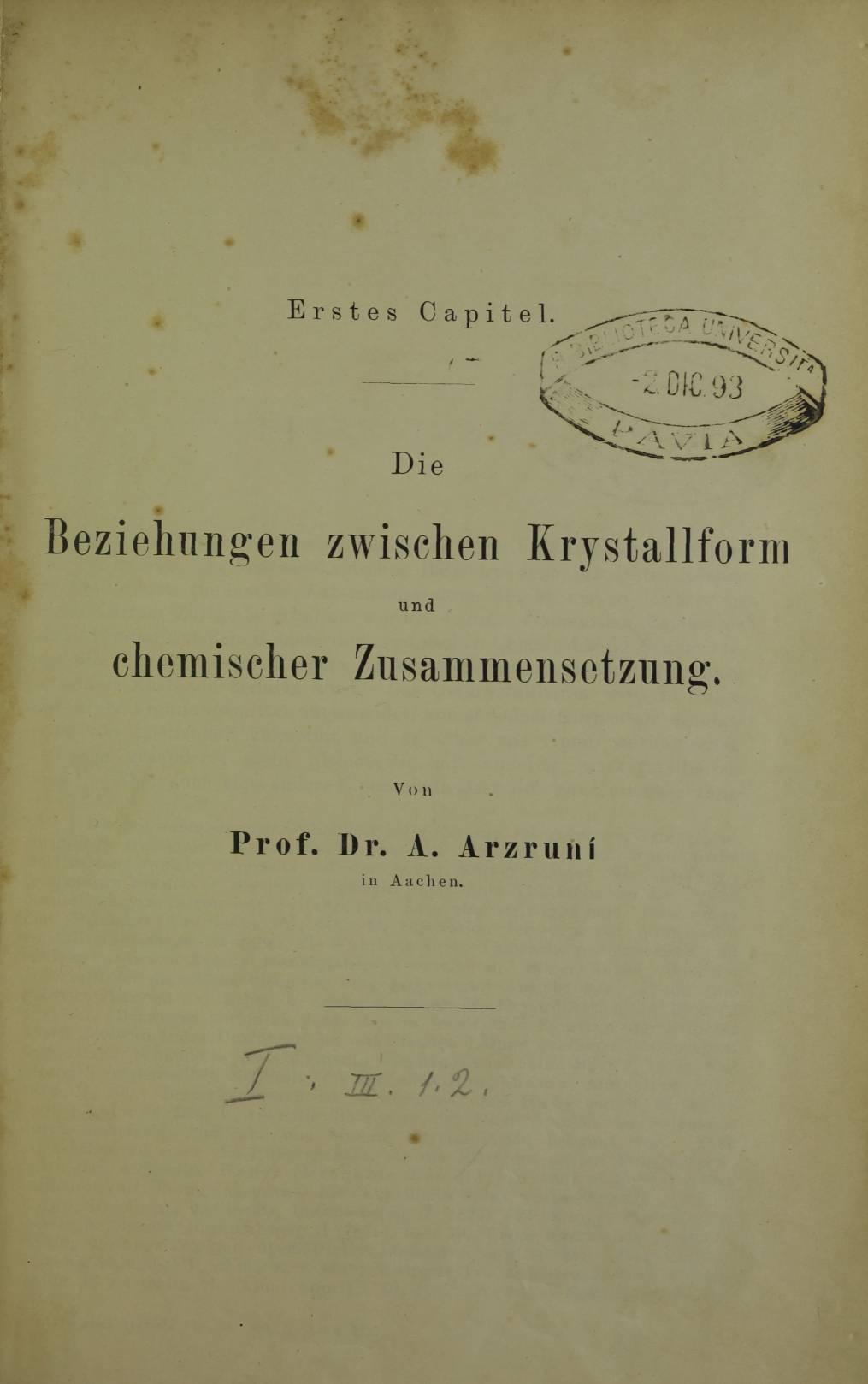
Beziehungen zwischen physikalischen Eigenschaften und chemischer Zusammensetzung der Korper, 1898